# Boscabel
Boscabel är en ort i Australien. Den ligger i kommunen Kojonup och delstaten Western Australia, omkring 220 kilometer sydost om delstatshuvudstaden Perth. Antalet invånare är 218.
Trakten runt Boscabel är nära nog obefolkad, med mindre än två invånare per kvadratkilometer.. Närmaste större samhälle är Muradup, omkring 20 kilometer söder om Boscabel.
Trakten runt Boscabel består till största delen av jordbruksmark. Genomsnittlig årsnederbörd är 617 millimeter. Den regnigaste månaden är september, med i genomsnitt 113 mm nederbörd, och den torraste är februari, med 5 mm nederbörd.